# Елдриџ (Алабама)
Елдриџ (енгл. Eldridge) град је у америчкој савезној држави Алабама. По попису становништва из 2010. у њему је живело 130 становника.

## Демографија
Према попису становништва из 2010. у граду је живело 130 становника, што је 54 (29,3%) становника мање него 2000. године.
| Група             | 2000.       | 2010.       |
| Белци             | 172 (93,5%) | 127 (97,7%) |
| Афроамериканци    | 8 (4,3%)    | 1 (0,8%)    |
| Азијати           | 0 (0,0%)    | 0 (0,0%)    |
| Хиспаноамериканци | 4 (2,2%)    | 0 (0,0%)    |
| Укупно            | 184         | 130         |